# Polydesmus zonkovi
Polydesmus zonkovi är en mångfotingart som beskrevs av Karl Wilhelm Verhoeff 1937. Polydesmus zonkovi ingår i släktet Polydesmus och familjen plattdubbelfotingar. Inga underarter finns listade i Catalogue of Life.